# Andrij Hovorov
Andrij Hovorov (ukrainska: Андрій Говоров), född 10 april 1992 i Dnipropetrovsk, Ukraina, är en ukrainsk simmare. 
Hovorov har vunnit ett stort antal internationella juniormedaljer i sin karriär. Hovorov vann två medaljer vid Europamästerskapen i kortbanesimning 2010 i Eindhoven. Han vann silver på 50 meter fjärilsim och brons på 50 meter frisim. I december samma år vann Hovorov silvret vid Världsmästerskapen i kortbanesimning 2010 i Dubai. Han tog silvret på distansen 50 meter fjärilsim.
Hovorov deltog även vid olympiska sommarspelen 2012.